# Петровский сельский округ (Серебряно-Прудский район)
Петровский сельский округ — упразднённая административно-территориальная единица, существовавшая на территории Серебряно-Прудского района Московской области в 1994—2004 годах.
Петровский сельсовет был образован в первые годы советской власти. К началу 1929 года он входил в состав Серебряно-Прудского района Тульской губернии.
По данным 1926 года Петровский с/с включал село Петрово, деревни Большое Орехово, Красный Пахарь, Кузьминка, Малое Орехово, Николаевка и Столбовка.
В 1929 году Петровский с/с был отнесён к Серебряно-Прудскому району Тульского округа Московской области.
26 сентября 1937 года Серебряно-Прудский район был передан в Тульскую область, но 20 декабря 1942 года возвращён в Московскую область.
14 июня 1954 года Петровский с/с был упразднён, а его территория включена в Глубоковский с/с.
23 декабря 1976 года Новомойгоровский с/с был переименован в Петровский.
3 февраля 1994 года Петровский с/с был преобразован в Петровский сельский округ.
9 июля 2004 года Петровский с/о был упразднён. При этом его территория была передана в Шеметовский сельский округ.